# 塩尻市立平出博物館
塩尻市立平出博物館（しおじりしりつひらいではくぶつかん）は長野県塩尻市にある考古博物館。1954年（昭和29年）以降に順次開設された平出遺跡考古博物館、歴史民俗資料館、瓦塔館の3館の総称である。
施設の老朽化等のため、2028年度のオープンを目指して平出遺跡公園の隣接地に新築移転することになっている。

## 歴史

### 沿革
平出遺跡では1950年（昭和25年）から翌年にかけて総合学術調査が実施され、地元住民や関係者から出土品の保管と展示のため施設を求める後押しもあり、1954年（昭和29年）にまず「平出遺跡考古博物館」（藤島亥治郎設計）が開館した。
その後、塩尻市内では開発に伴う発掘調査が急増して考古資料が増加するとともに、生活様式の変化によって消失危機にある民俗資料の収集・保管のため、
1979年（昭和54年）4月に新たに歴史民俗資料館が開館した。
さらに菖蒲沢窯跡から日本最大の瓦塔が発見されたことから、1992年（平成4年）10月に瓦塔館が増設され、以上の3館をあわせて「塩尻市立平出博物館」に改称された。なお、体験学習は、平出遺跡公園内にある平出遺跡公園ガイダンス棟で行っている
。

### 移転
1954年に建設された建物は新しい耐震基準を満たしておらず、土砂災害警戒区域等にも指定されており、博物館の立地も平出遺跡公園から若干距離があり遺跡公園利用者の来館につながっていないなど問題が挙げられていた。また博物館法上も博物館相当施設という位置づけだった。
そのため2028年度のオープンを目指して平出遺跡公園の隣接地に新築移転し、博物館法上の登録博物館に移行することになった。

## 利用情報
- 開館時間:午前9時から午後5時
- 開館日:毎週金曜日・土曜日・日曜日および祝日（12月29日から翌年の1月3日までは休館）

## 所在地
〒399-6461 長野県塩尻市大字宗賀1011番地3

## アクセス
- JR東日本塩尻駅から車で5分
- 長野自動車道塩尻ICから車10分